# Malenahalli Kavalu, Alur
Malenahalli Kavalu là một làng thuộc tehsil Alur, huyện Hassan, bang Karnataka, Ấn Độ.